# 온순한 여인
온순한 여인(Une femme douce, A Gentle Creature)은 프랑스에서 제작된 로베르 브레송 감독의 1969년 드라마 영화이다. 도미니크 샌다 등이 주연으로 출연하였다.

## 출연

### 주연
- 도미니크 샌다

### 조연
- 가이 프랑쟝

## 제작진
- 원작자: 표도르 도스토예프스키